# Cordillera Eisenhower

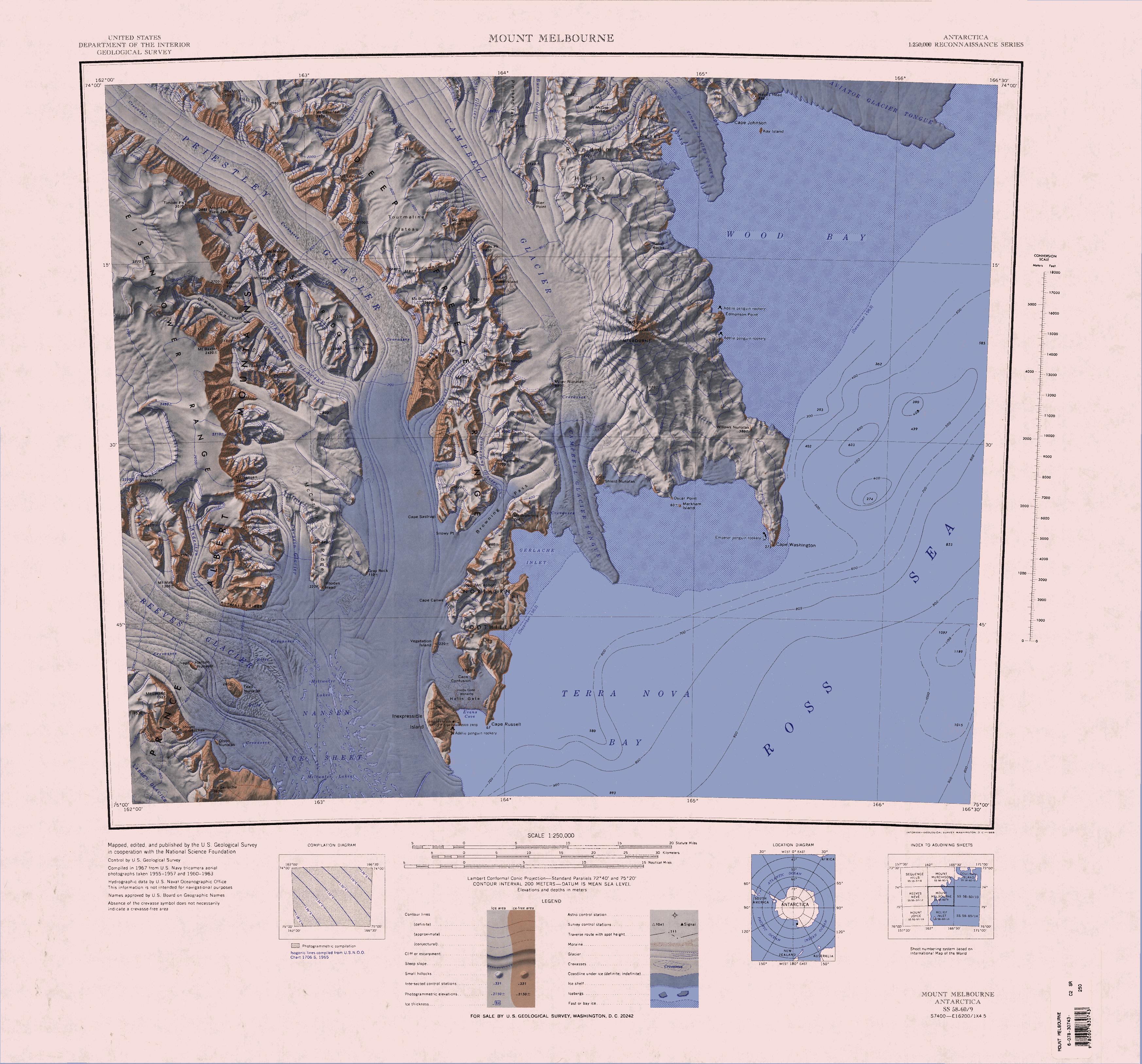
Cordillera Eisenhower en el borde occidental del mapa

La cordillera Eisenhower es una cordillera de hasta 3070 m de altura, que está en Tierra Victoria en la Antártida Oriental. Es una subcordillera que forma parte de las montañas Transantárticas. Se extiende a lo largo de unos 80 km entre Reeves Firnfeld al oeste, el glaciar Reeves al sur y el glaciar Priestley al norte y al este. Sus picos son aplanados, se inclinan suavemente en dirección de Reeves Firnfeld, mientras que se inclinan de forma pronunciada hacia el glaciar Priestley formando además afiladas crestas de roca.
El primer avistamiento de la cordillera está indocumentado. Debido a su ubicación expuesta, la cordillera probablemente ya fue vista por James Clark Ross, quien fue el primero en visitar la región durante su expedición a la Antártida (1839-1843). Fue cartografiado por el Servicio Geológico de Estados Unidos y por la Marina de los Estados Unidos entre 1955 y 1963 utilizando para ello fotografías aéreas. El Comité Consultivo sobre Nomenclatura Antártica lo nombró en 1968 en honor al presidente estadounidense Dwight D. Eisenhower, ya que durante su mandato tuvieron lugar las primeras expediciones de la Operación Deep Freeze de la Marina de los Estados Unidos.